# Liste des centrales hydroélectriques des Hautes-Pyrénées
Cet article recense de manière non exhaustive les principales centrales hydroélectriques situées dans le département des Hautes-Pyrénées avec leur localisation précise. Les années de construction et de fin, la puissance de production.

## Liste des centrales hydroélectriques
| Nom de la centrale                              | Commune             | Vallée                 | Alti. | Coordonnées                 | Type                       | Année | Puiss. MW | Société originelle                 | Exploitant actuel                         | Illustration 1 |
| ----------------------------------------------- | ------------------- | ---------------------- | ----- | --------------------------- | -------------------------- | ----- | --------- | ---------------------------------- | ----------------------------------------- | -------------- |
| Centrale hydroélectrique d'Aucun                | Aucun               | Val d'Azun             | 840   | 42° 58′ 03″ N, 0° 11′ 07″ O | Conduite forcée            | 1960  | 6         | Électricité de France              | Électricité de France                     |                |
| Centrale hydroélectrique d'Agos-Vidalos         | Agos-Vidalos        | Estrèm de Salles       | 410   | 43° 01′ 42″ N, 0° 04′ 23″ O | Petite centrale            | 1993  | 1         | SHEM                               | SHEM                                      |                |
| Centrale de Nouaux I                            | Arras-en-Lavedan    | Val d'Azun             | 650   | 42° 58′ 55″ N, 0° 08′ 40″ O | Conduite forcée            | 1910  | 0.7       | Force et Lumière des Pyrénées      | Fin d'exploitation                        |                |
| Centrale hydroélectrique de Nouaux II           | Arras-en-Lavedan    | Val d'Azun             | 650   | 42° 58′ 55″ N, 0° 08′ 40″ O | Conduite forcée            | 1948  | 17        | Union électrique Sud               | Électricité de France                     |                |
| Centrale hydroélectrique de Migouléou           | Arrens-Marsous      | Val d'Azun             | 1500  | 42° 53′ 17″ N, 0° 17′ 56″ O | Conduite forcée            | 1950  |           | Électricité de France              | Électricité de France                     |                |
| Centrale hydroélectrique du Plan du Tech        | Arrens-Marsous      | Val d'Azun             | 1200  | 42° 54′ 40″ N, 0° 15′ 31″ O | Conduite forcée            | 1971  | 2.4       | Électricité de France              | Électricité de France                     |                |
| Centrale hydroélectrique de Tucoy               | Arrens-Marsous      | Val d'Azun             | 1300  | 42° 54′ 34″ N, 0° 15′ 35″ O | Conduite forcée            | 1950  | 22.3      | Électricité de France              | Électricité de France                     |                |
| Centrale hydroélectrique d'Arrens               | Arrens-Marsous      | Val d'Azun             | 950   | 42° 56′ 48″ N, 0° 13′ 11″ O | Conduite forcée            | 1951  | 24        | Société Sté Forces motrices Arrens | SHEM - Électricité de France              |                |
| Centrale hydroélectrique de Beaucens            | Beaucens            | Dabant-Aygues          | 400   | 42° 58′ 54″ N, 0° 04′ 19″ E | Barrage                    | 1994  | 1.6       | SHEM                               | 2013                                      |                |
| Centrale hydroélectrique de Calypso             | Cauterets           | Vallée de Cauterets    | 750   | 42° 55′ 17″ N, 0° 05′ 30″ O | Conduite forcée            | 1898  | 0.7       | Chemins fer PCL                    | Cie Générale d'entreprise hydroélectrique |                |
| Centrale hydroélectrique de Méyabat             | Cauterets           | Vallée de Cauterets    | 650   | 42° 56′ 16″ N, 0° 05′ 21″ O | Petite centrale            | 1899  |           |                                    |                                           |                |
| Centrale hydroélectrique d'Esterre              | Esterre             | Pays Toy               | 750   | 42° 52′ 32″ N, 0° 00′ 09″ E | Conduite forcée            | 1931  | 15        | Société Hydroélectrique la Cère    | Électricité de France                     |                |
| Centrale hydroélectrique de Gèdre               | Gavarnie-Gèdre      | Vallée de Gavarnie     |       | 42° 49′ 16″ N, 0° 00′ 37″ E | Conduite forcée            | 1952  | 24        | Électricité de France              | Électricité de France                     |                |
| Centrale hydroélectrique de Pragnères I         | Gavarnie-Gèdre      | Gèdre                  | 910   | 42° 49′ 16″ N, 0° 00′ 37″ E | Conduite forcée            | 1954  | 150       | Électricité de France              | Électricité de France                     |                |
| Centrale hydroélectrique de Pragnères II        | Gavarnie-Gèdre      | Gèdre                  | 910   | 42° 49′ 16″ N, 0° 00′ 37″ E | Conduite forcée            | 1979  | 180       | Électricité de France              | Électricité de France                     |                |
| Centrale hydroélectrique de Gazost              | Gazost              | Vallée de Castelloubon | 750   | 43° 00′ 33″ N, 0° 01′ 12″ E | Petite centrale            |       |           |                                    |                                           |                |
| Centrale hydroélectrique de Lau-Balagnas        | Lau-Balagnas        | Vallée de Saint-Savin  | 450   | 42° 59′ 50″ N, 0° 06′ 00″ E | Conduite forcée            | 1933  | 31        | Société Forces motrices Arrens     | Électricité de France                     |                |
| Centrale hydroélectrique de Vizens              | Lourdes             |                        | 350   | 43° 05′ 54″ N, 0° 04′ 37″ O | Petite centrale            |       |           |                                    |                                           |                |
| Centrale hydroélectrique de Latour              | Lourdes             |                        | 400   | 43° 04′ 53″ N, 0° 02′ 54″ O | Petite centrale            |       |           |                                    |                                           |                |
| Centrale hydroélectrique de Luz                 | Luz-Saint-Sauveur   | Pays Toy               | 700   | 42° 52′ 11″ N, 0° 00′ 47″ O | Conduite forcée            | 1950  | 2.5       | Électricité de France              | Électricité de France                     |                |
| Centrale hydroélectrique de Luz I               | Luz-Saint-Sauveur   | Pays Toy               | 700   | 42° 52′ 11″ N, 0° 00′ 47″ O | Conduite forcée            | 1957  | 26        | Électricité de France              | Électricité de France                     |                |
| Centrale hydroélectrique de Luz II              | Luz-Saint-Sauveur   | Pays Toy               | 700   | 42° 52′ 11″ N, 0° 00′ 47″ O | Conduite forcée            | 1926  | 40        | Électricité de France              | Électricité de France                     |                |
| Centrale hydroélectrique de Peyrouse            | Peyrouse            | Lavedan                | 350   | 43° 06′ 00″ N, 0° 07′ 37″ O | Petite centrale            | 1917  | 1         | SHEM                               | SHEM                                      |                |
| Centrale hydroélectrique de Saint-Pé-de-Bigorre | Saint-Pé-de-Bigorre | Lavedan                | 300   | 43° 06′ 07″ N, 0° 09′ 54″ O | Petite centrale            |       |           |                                    |                                           |                |
| Centrale hydroélectrique de Préchac             | Préchac             | Lavedan                | 430   | 42° 59′ 28″ N, 0° 04′ 33″ E | Petite centrale            | 1995  | 1.2       | SHEM                               | 2013                                      |                |
| Centrale hydroélectrique du Pont de la Reine I  | Saligos             | Pays Toy               | 600   | 42° 54′ 23″ N, 0° 02′ 08″ O | Conduite forcée            | 1903  | 0.6       | Chemins fer PCL                    | Électricité de France                     |                |
| Centrale hydroélectrique du Pont de la Reine II | Saligos             | Pays Toy               | 600   | 42° 54′ 23″ N, 0° 02′ 08″ O | Conduite forcée            | 1949  | 14        | Forces motrices Vallée Gavarnie    | Électricité de France                     |                |
| Centrale hydroélectrique de Soulom I            | Soulom              |                        | 470   | 42° 57′ 10″ N, 0° 04′ 10″ O | Conduite forcée            | 1913  | 8         | Cie chemin fer Midi                | SHEM                                      |                |
| Centrale hydroélectrique de Soulom II           | Soulom              |                        | 470   | 42° 57′ 10″ N, 0° 04′ 10″ O | Conduite forcée            | 1942  | 10        | S.N.C.F                            | SHEM                                      |                |
| Centrale hydroélectrique de Soulom III          | Soulom              |                        | 470   | 42° 57′ 10″ N, 0° 04′ 10″ O | Conduite forcée            | 1958  | 30        | S.N.C.F                            | SHEM                                      |                |
| Centrale hydroélectrique d'Isaby                | Villelongue         | Lavedan                | 460   | 42° 57′ 30″ N, 0° 03′ 53″ O | Petite centrale            | 1985  | 2         | SHEM                               |                                           |                |
| Centrale hydroélectrique les Arribères          | Villelongue         | Lavedan                | 530   | 42° 57′ 19″ N, 0° 03′ 10″ O | Petite centrale            | 1902  | 1.7       | Sté Pyrénéenne Silico manganèse    |                                           |                |
| Centrale hydroélectrique de Malhassole          | Campan              | Vallée de Campan       | 1090  | 42° 56′ 28″ N, 0° 13′ 02″ E | Conduite forcée            |       |           |                                    |                                           |                |
| Centrale hydroélectrique d'Artigues             | Bagneres-de-Bigorre | Vallée de Campan       | 1200  | 42° 55′ 39″ N, 0° 12′ 11″ E | Conduite forcée            | 1947  | 5         |                                    | Électricité de France                     |                |
| Centrale hydroélectrique de Beaudéan            | Beaudéan            | Vallée de Campan       | 630   | 43° 01′ 41″ N, 0° 10′ 18″ E | Conduite forcée            |       |           | Électricité de France              | Électricité de France                     |                |
| Centrale hydroélectrique des Écharts            | Eget Cité           | Vallée d'Aure          | 1017  | 42° 47′ 29″ N, 0° 15′ 40″ E | Conduite forcée            | 1919  |           | SHEM                               | SHEM                                      |                |
| Centrale hydroélectrique de Fabian              | Aragnouet           | Vallée d'Aure          | 1104  | 42° 47′ 17″ N, 0° 13′ 49″ E | Conduite forcée            | 1958  | 18.6      |                                    | Électricité de France                     |                |
| Centrale hydroélectrique de la Soula            | Loudenvielle        | Vallée du Louron       | 1690  | 42° 43′ 20″ N, 0° 25′ 11″ E | Conduite forcée            | 1932  | 20.3      | SHEM                               | SHEM                                      |                |
| Centrale hydroélectrique de Saussas             | Loudenvielle        | Vallée du Louron       | 987   | 42° 47′ 07″ N, 0° 24′ 37″ E | Conduite forcée            |       |           | SHEM                               | SHEM                                      |                |
| Centrale hydroélectrique d'Aube                 | Loudenvielle        | Val d'Aube             | 1200  | 42° 46′ 28″ N, 0° 25′ 08″ E | Petite centrale            | 1987  | 2.5       | SHEM                               | SHEM                                      |                |
| Centrale hydroélectrique de Tramesaygues        | Génos               | Vallée de la Pez       | 1240  | 42° 44′ 40″ N, 0° 24′ 34″ E | Barrage et Conduite forcée | 1940  | 26.5      | SHEM                               | SHEM                                      |                |
| Centrale hydroélectrique de Bordères            | Arreau              |                        | 720   | 42° 53′ 58″ N, 0° 21′ 52″ E | Conduite forcée            | 1922  | 10        | Électricité de France              | Électricité de France                     |                |
| Centrale hydroélectrique de Saint-Lary          | Cadeilhan-Trachère  | Vallée d'Aure          | 820   | 42° 48′ 50″ N, 0° 19′ 00″ E | Conduite forcée            |       |           | Électricité de France              | Électricité de France                     |                |
| Centrale hydroélectrique Maison Blanche         | Saint-Lary-Soulan   | Vallée du Rioumajou    | 1030  | 42° 47′ 31″ N, 0° 17′ 57″ E | Conduite forcée            | 1946  | 10        | Électricité de France              | Électricité de France                     |                |
| Centrale hydroélectrique de Guchen              | Guchen              | Vallée d'Aure          | 820   | 42° 51′ 53″ N, 0° 19′ 49″ E | Conduite forcée            |       |           | Électricité de France              | Électricité de France                     |                |
| Centrale hydroélectrique de Ouzous              | Ouzous              | Estrèm de Salles       | 500   | 43° 01′ 26″ N, 0° 06′ 37″ O | Petite centrale            |       |           |                                    |                                           |                |